# Duault
Duault település Franciaországban, Côtes-d’Armor megyében. Lakosainak száma 388 fő (2022. január 1.). Duault Callac, Carnoët, Locarn, Plusquellec és Saint-Servais községekkel határos.

## Népesség
A település népességének változása:
| Lakosok száma | 638  | 442  | 404  | 335  | 369  | 362  | 362  | 370  | 376  | 388  |
|               | 1968 | 1982 | 1990 | 2006 | 2013 | 2015 | 2017 | 2019 | 2020 | 2022 |